# Szubarkudyk
Szubarkudyk (kaz. Шұбарқұдық) – osiedle typu miejskiego w północnym Kazachstanie, w obwodzie aktiubińskim. Ośrodek przemysłu spożywczego. Stacja kolejowa na linii Atyrau – Orsk.